# Chionaema euryxantha
Chionaema euryxantha är en fjärilsart som beskrevs av George Francis Hampson 1914. Chionaema euryxantha ingår i släktet Chionaema och familjen björnspinnare. Inga underarter finns listade i Catalogue of Life.